# Pałac w Bożkowie
Pałac w Bożkowie – zabytkowy pałac z XVI w. wzniesiony przez hrabiego von Magnisa we wsi Bożków w województwie dolnośląskim.

## Historia
Od około 1520 roku majątek w Bożkowie znajdował się w posiadaniu rodziny von Raueck. Po wojnie czesko-palatynackiej posiadłość została skonfiskowana i oddana przybocznemu lekarzowi cesarza, Casparowi Jäschkemu von Eisenhut. Następnie przeszła w ręce jezuitów, od których wykupił ją Johann Georg von Götzen, który rozbudował zamek i w znacznym stopniu przyczynił się do budowy kościoła w jego obecnym kształcie. Po bezdzietnej śmierci ostatniego męskiego potomka tego rodu, hrabiego Johanna von Götzena, majątek przeszedł w 1780 w ręce syna jednej z jego sióstr, hrabiego Antona Aleksandra von Magnisa.
Pałac w obecnym kształcie powstał w latach 1787–1791 z przebudowy wcześniejszej budowli z fundacji Aleksandra von Magnisa.
Od strony północnej w 1800 roku założono park ze sztucznymi ruinami z płytami nagrobnymi i tarczami herbowymi z XVI i XVII w. oraz leśniczówkę. W 1813 na górze Grodziszcze zbudowano wieżę widokową.
Ostatnia przebudowa pałacu nastąpiła po jego wielkim pożarze w 1870 roku za hrabiego Wilhelma von Magnisa. W 1871 przystąpiono do odbudowy pałacu. W 1930 przebudowano elewację na klasycystyczną. Po 1945 pałac przeszedł na własność skarbu państwa (a od 1999 starostwa). Przez wiele lat mieściły się w nim różne szkoły agrotechniczne: od grudnia 1951 Ośrodek Szkoleniowy Kierowników Gospodarstw Rolnych, od 1956 Technikum Rolnicze i szkoła ogrodnicza, w latach 1998–2002 funkcjonujące pod nazwą Zespołu Szkół Agrotechnicznych im. Batalionów Chłopskich.
W 1973 roku przeprowadzono remont kapitalny pałacu, a w latach 1975–1979 przeprowadzono zabiegi konserwatorskie w pomieszczeniach pierwszego piętra. Pod koniec XX wieku obiekt popadł w ruinę. W 2005 starosta kłodzki sprzedał pałac spółce Fenelon Group za 2,5 mln zł. W roku 2010 kupił go inwestor z Sobótki. W 2016 pałac został udostępniony do zwiedzania.
Wśród gości, którzy odwiedzili pałac w Bożkowie, byli m.in. John Quincy Adams, późniejszy prezydent USA, oraz królowie Prus Fryderyk Wilhelm III Hohenzollern z małżonką Luizą i Fryderyk Wilhelm IV Hohenzollern.
Decyzją wojewódzkiego konserwatora zabytków z dnia 14 maja 1981 r. obiekt został wpisany do rejestru zabytków.

## Architektura
Zaczątkiem rezydencji w Bożkowie był późnorenesansowy dwór z lat ok. 1570-1625. Dwór ten został przebudowany w stylu barokowym w 1676 r. W latach 1787–1791 dokonano dalszej przebudowy, po której Pałac w Bożkowie zyskał barokowo–klasycystyczny charakter. W 1870 roku pałac prawie kompletnie spłonął i został odbudowany w stylu neorenesansowym. Wzniesiono wówczas wysoką wieżę i dwa skrzydła pałacowe. Przekształceniu uległa również barokowa część budowli. Założenie posiada trzy kondygnacje i zbudowane jest na planie wycinku koła, w układzie wielotraktowym. Budowla posiada wewnętrzne świetliki i kilka dachów dwuspadowych z lukarnami i facjatkami. W części środkowej głównego skrzydła zachowały się mury założenia barokowego. Obecnie wnętrza pałacu są w poważnej części zniszczone i zdewastowane.
Obok pałacu wznosi się późnobarokowy pawilon ogrodowy z ok. 1800 r., nakryty dachem mansardowym.

## Wykorzystanie jako plan filmowy
- Zdjęcia do filmu Dreszcze, Legenda, Brigitte Bardot cudowna[11], Ciemno, prawie noc, Władcy przygód. Stąd do Oblivio[12], Filip[13]oraz dokumentu Europa z powietrza Sezon I odc.1 kręcone były w pałacu w Bożkowie oraz teledyski do piosenek „Asylum” Tiary Lu[14] i „Cwany Lis” GrubSon[15], Me and That Man (feat. Dead Soul and Rob Caggiano) – Surrender, BeCeKa - Gryffindor[16]. Na maj 2020 roku planowana jest premiera mini-serialu wojennego Der Überläufer[17], do której część zdjęć była realizowana w pałacu.

## Galeria

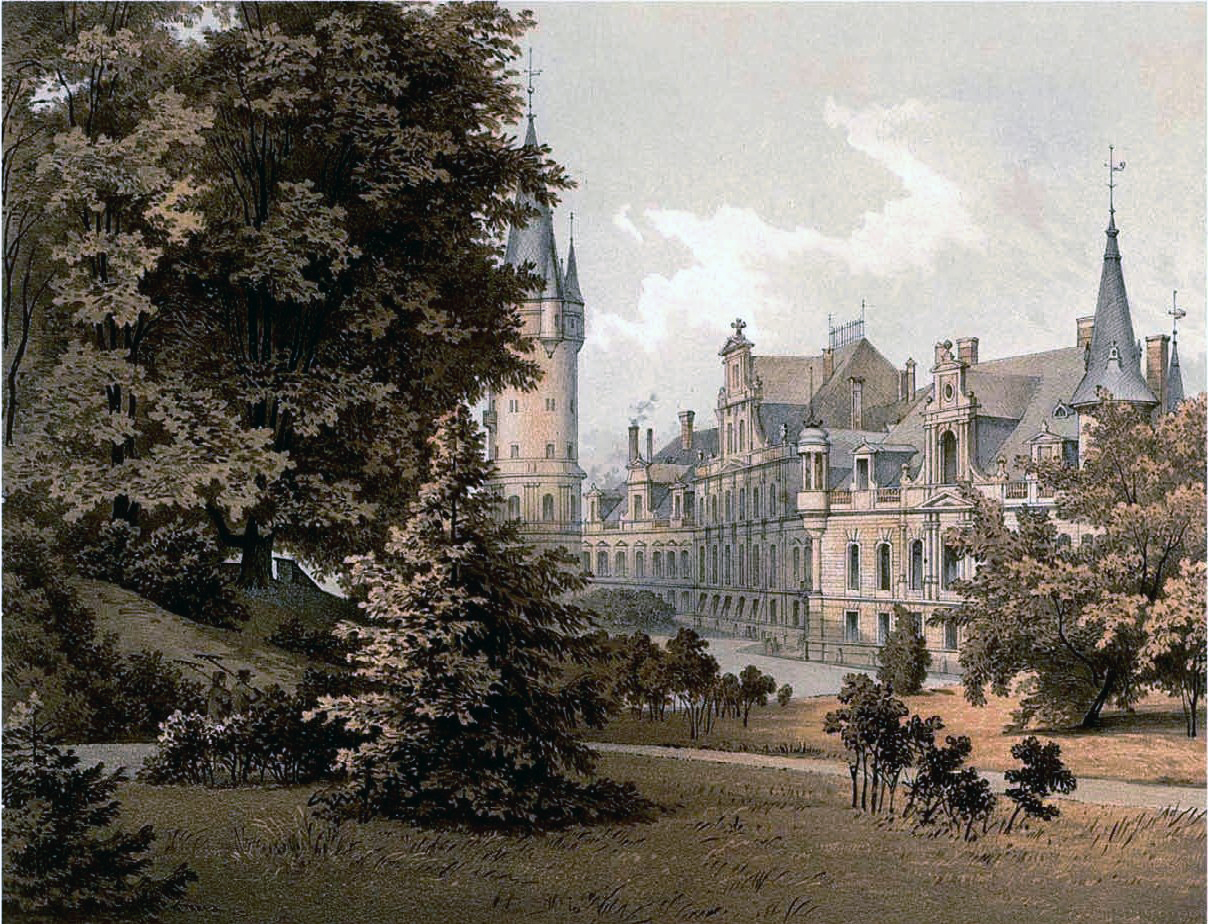
Pałac w XIX w.
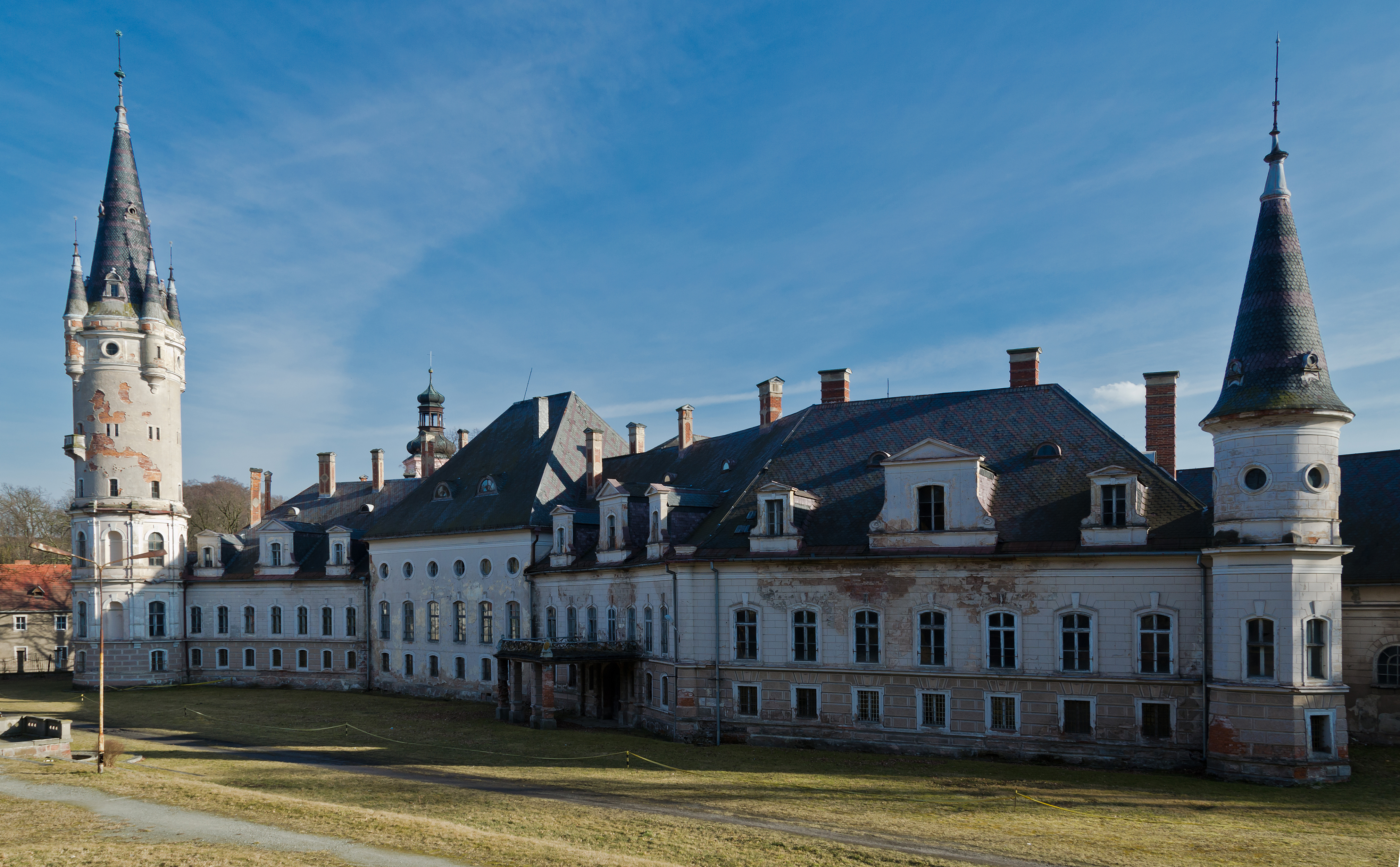
Widok z północnego zachodu (2014)
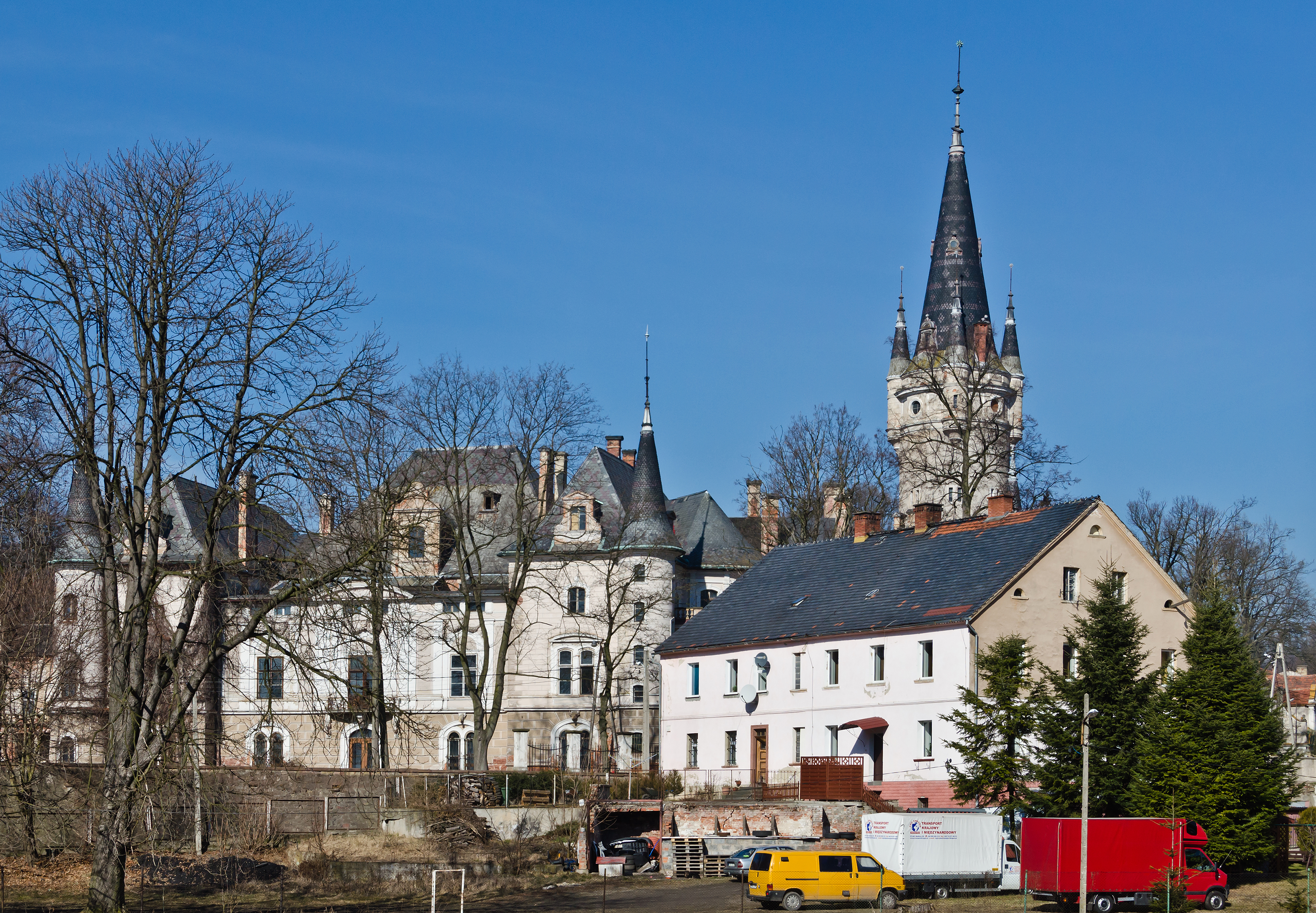
Widok z południa (2014)
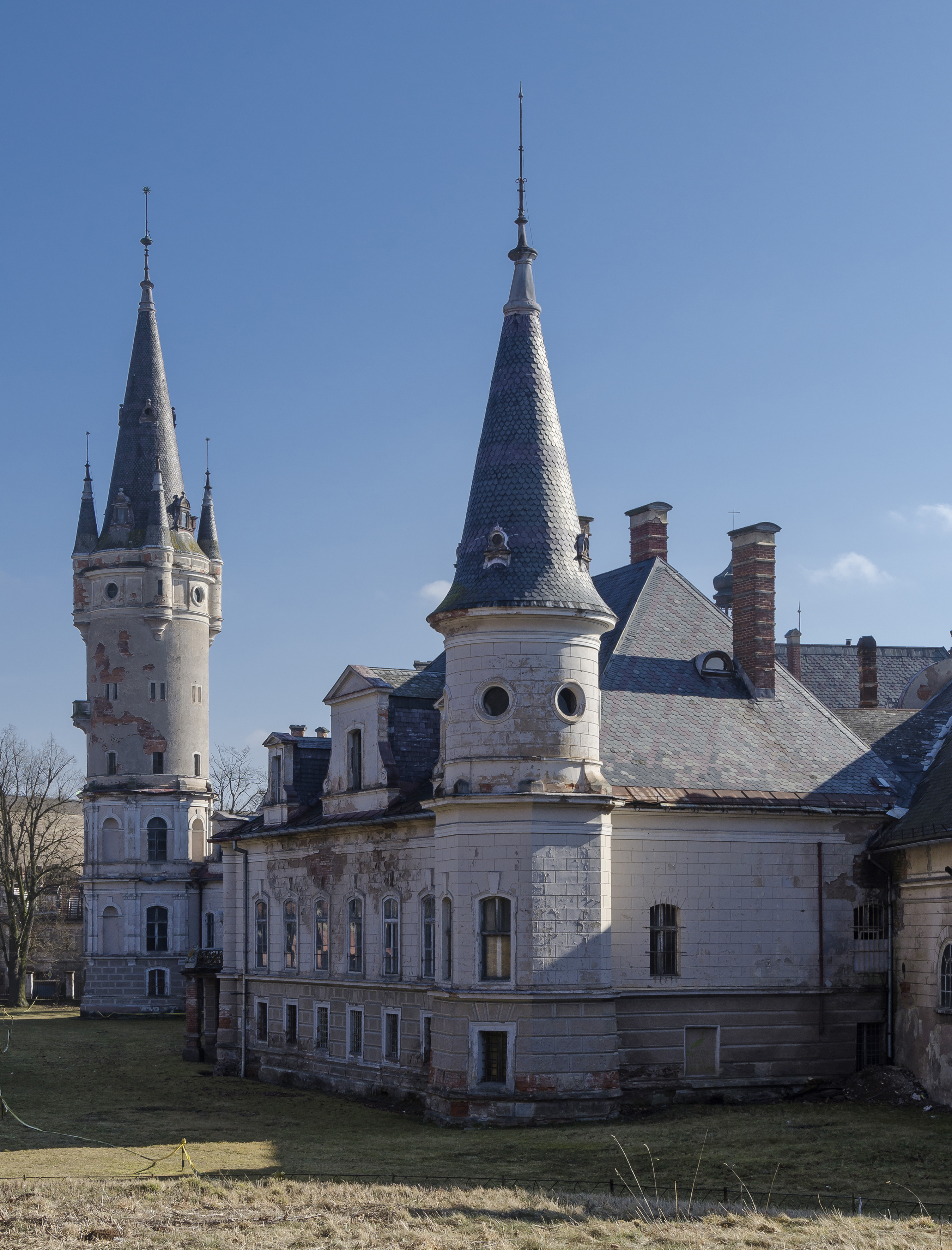
2014
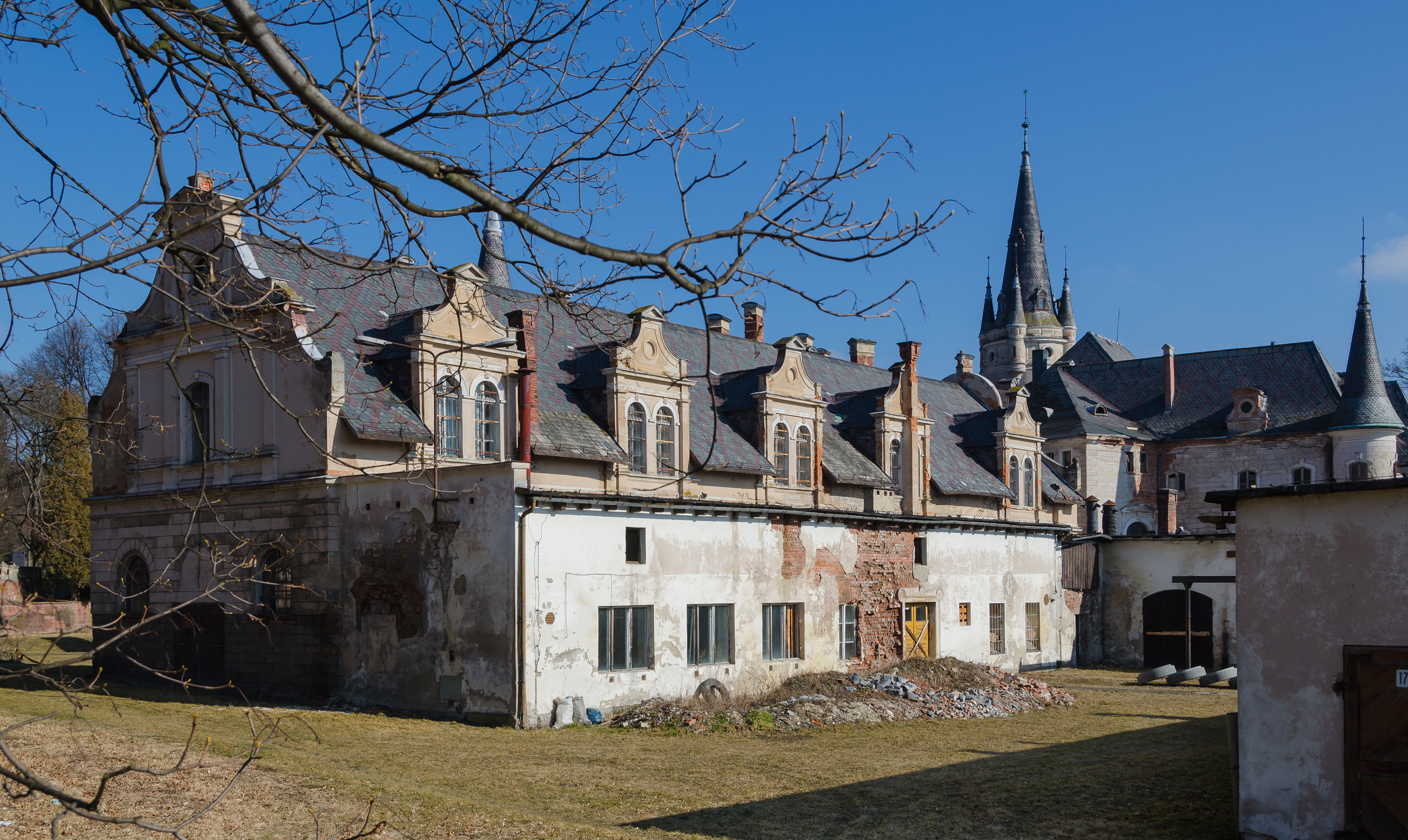
Skrzydło południowe (2014)
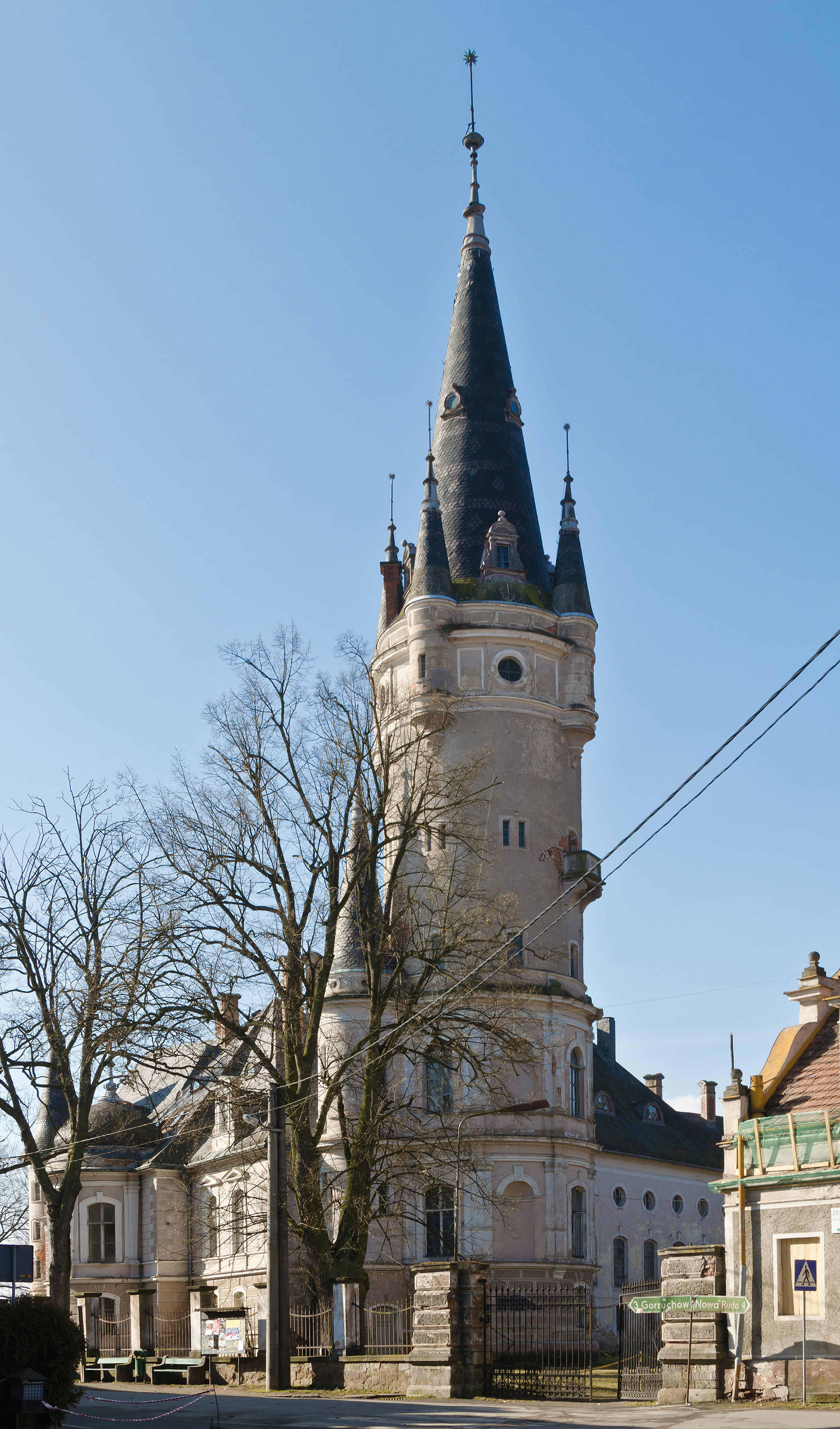
Wieża wschodnia (2014)
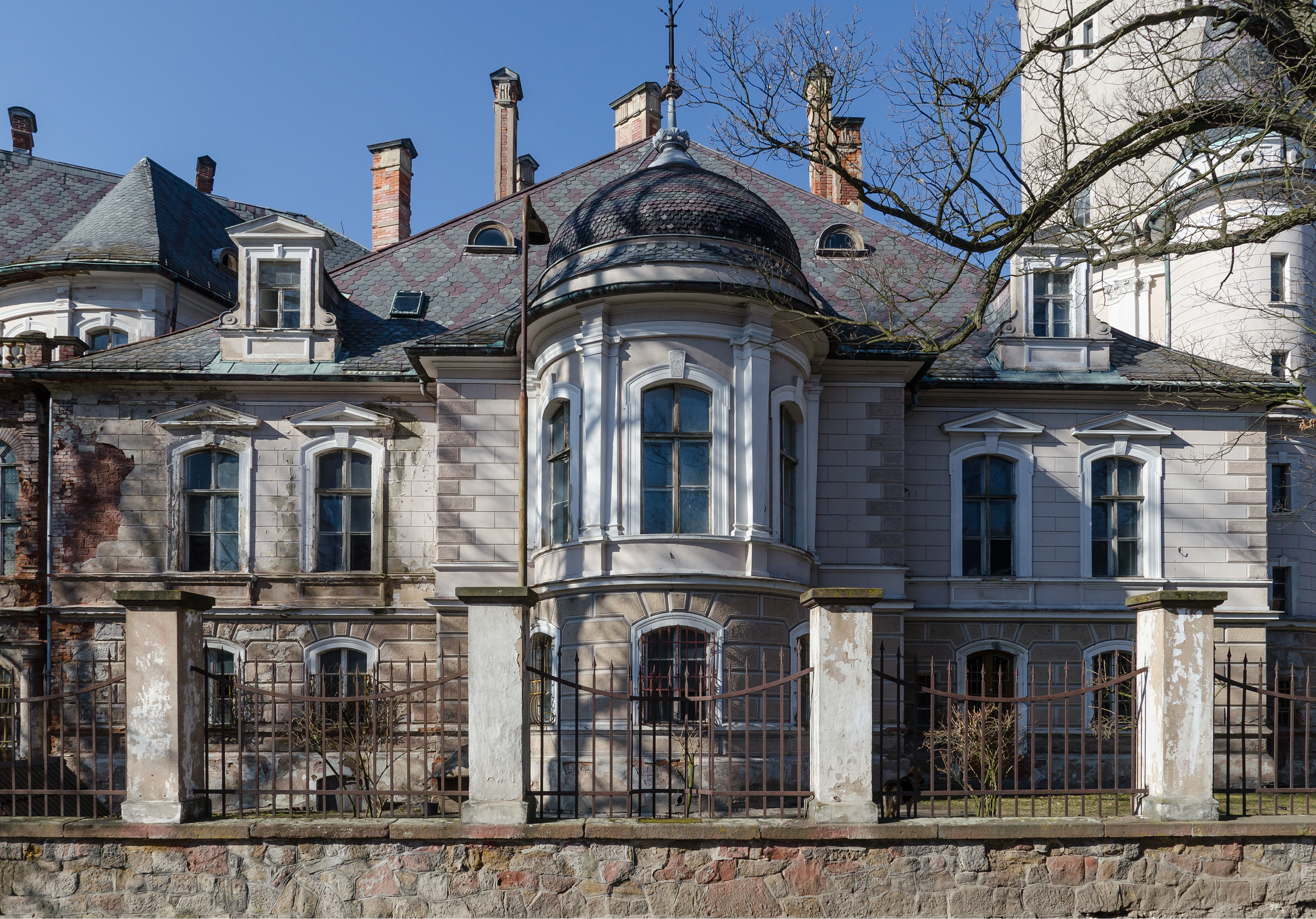
Wejście (2014)
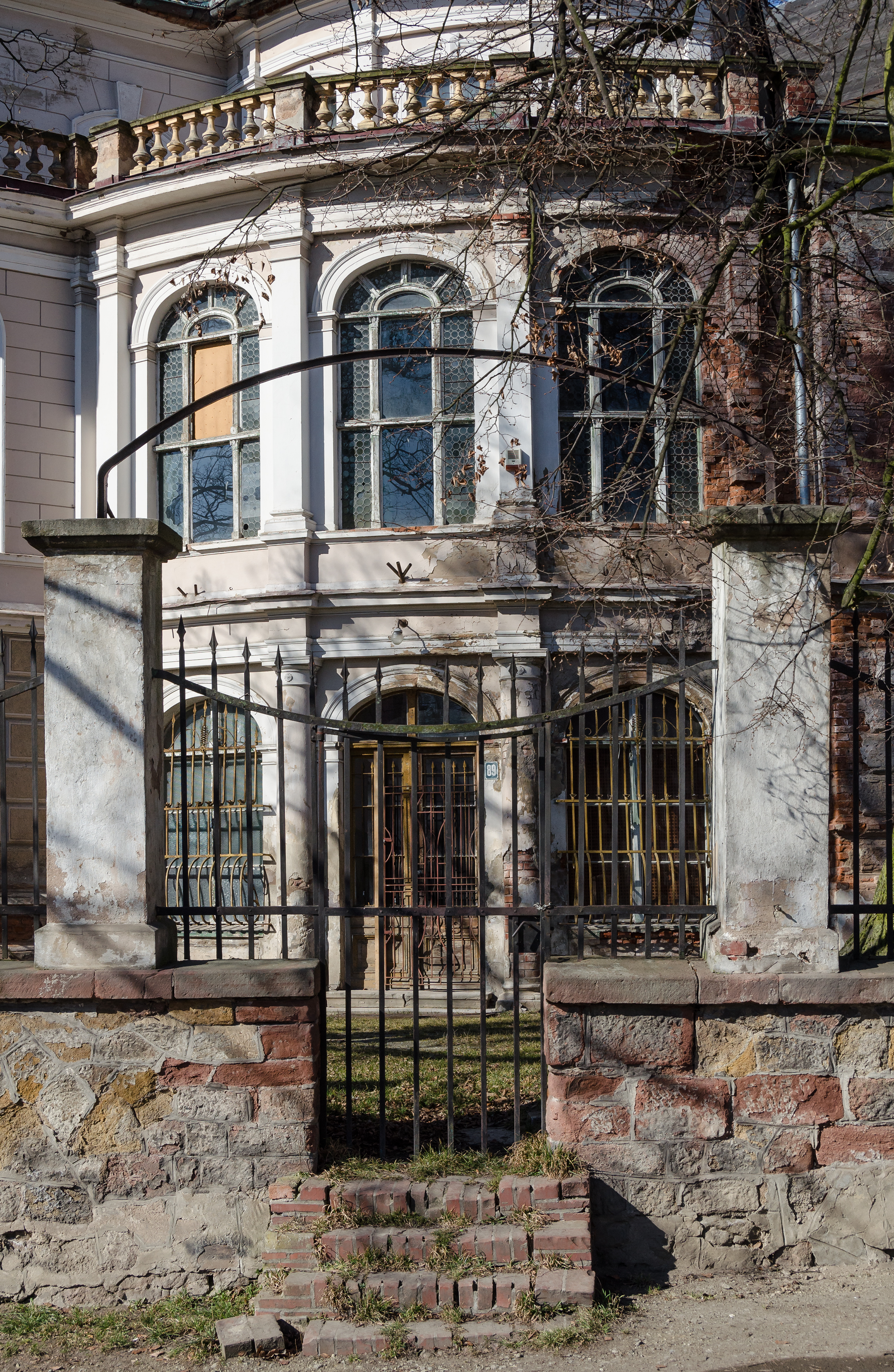
Wejście zbliżenia (2014)
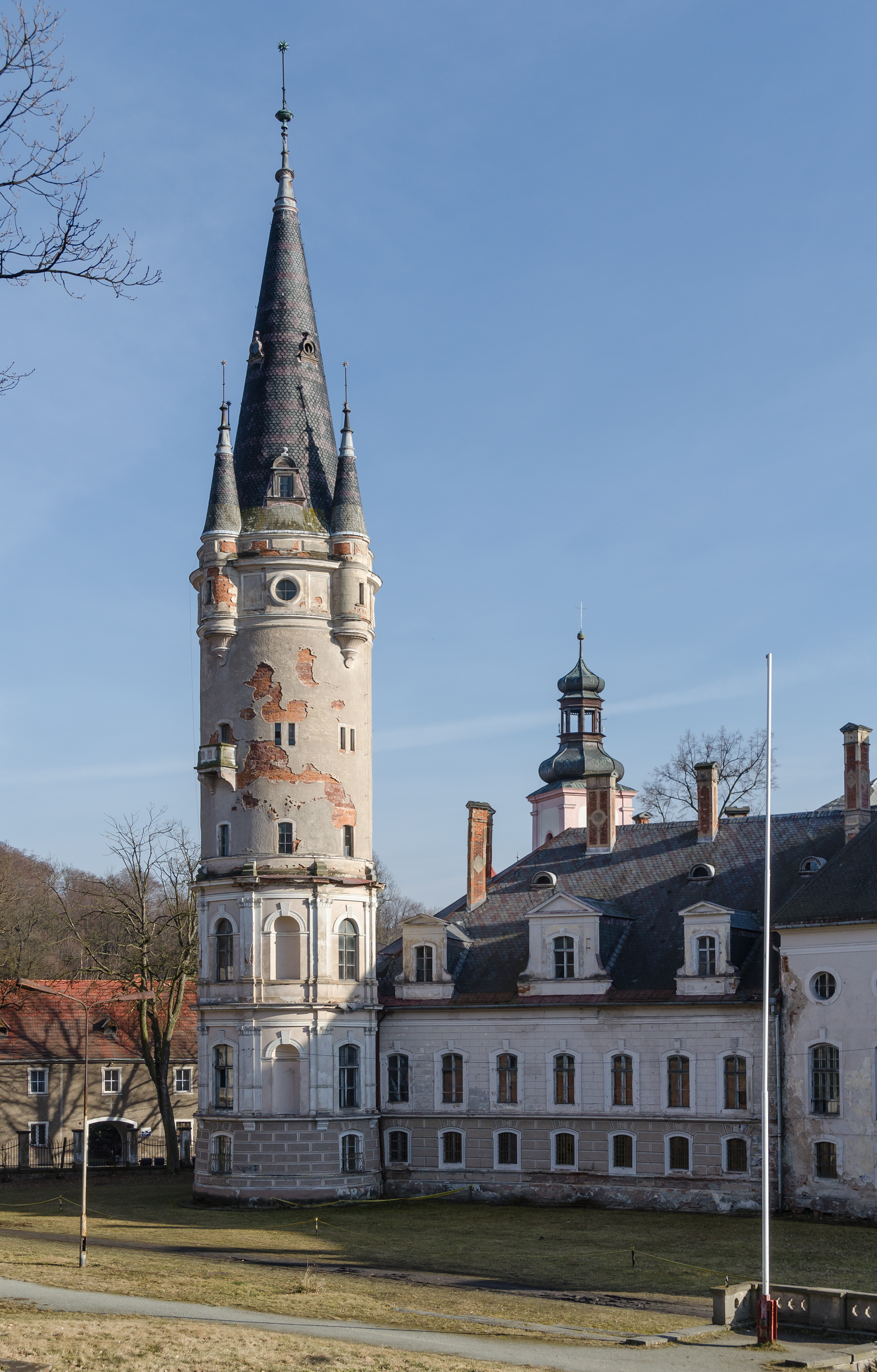
Wieża zachodnia (2014)
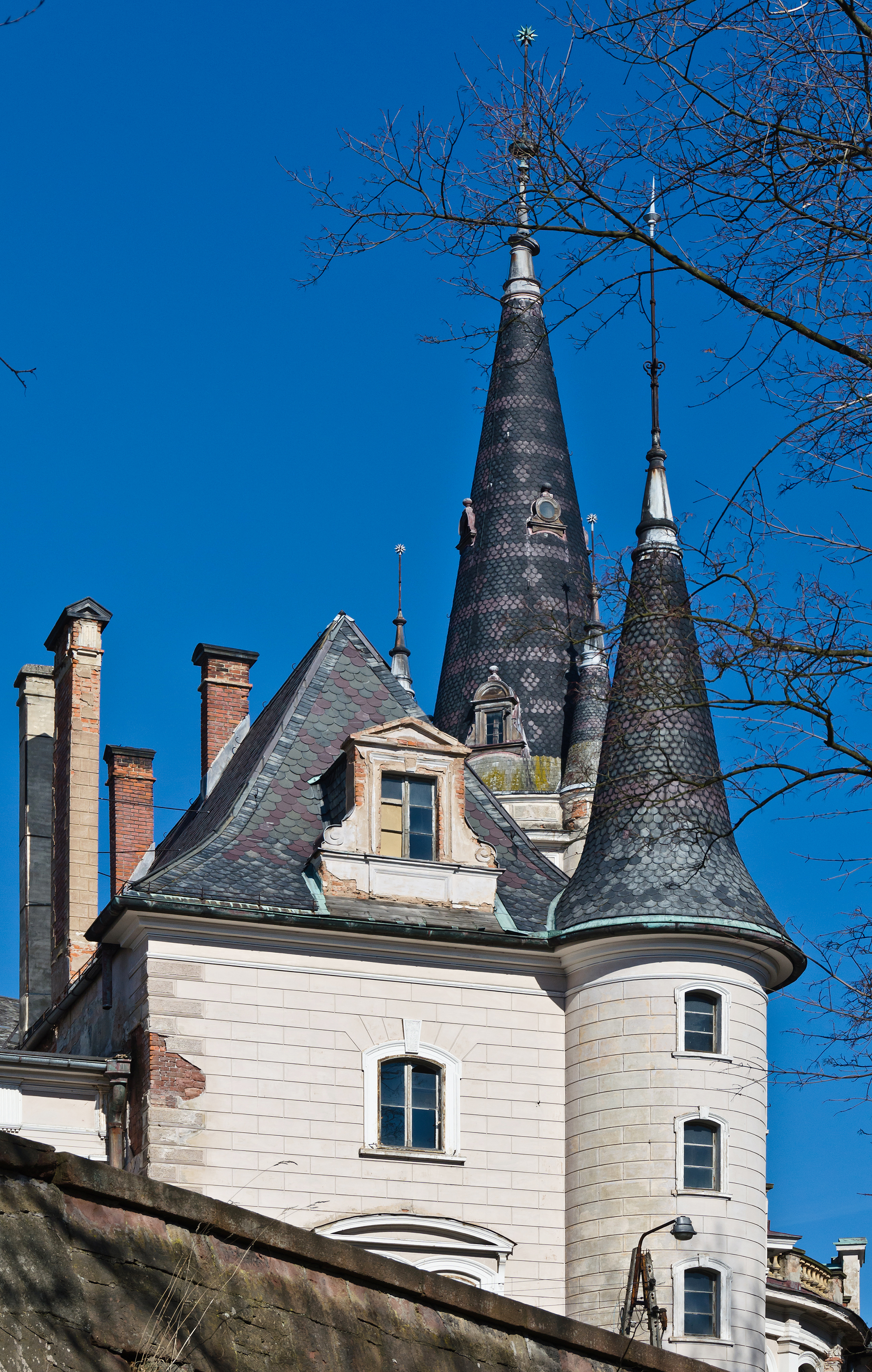
2014
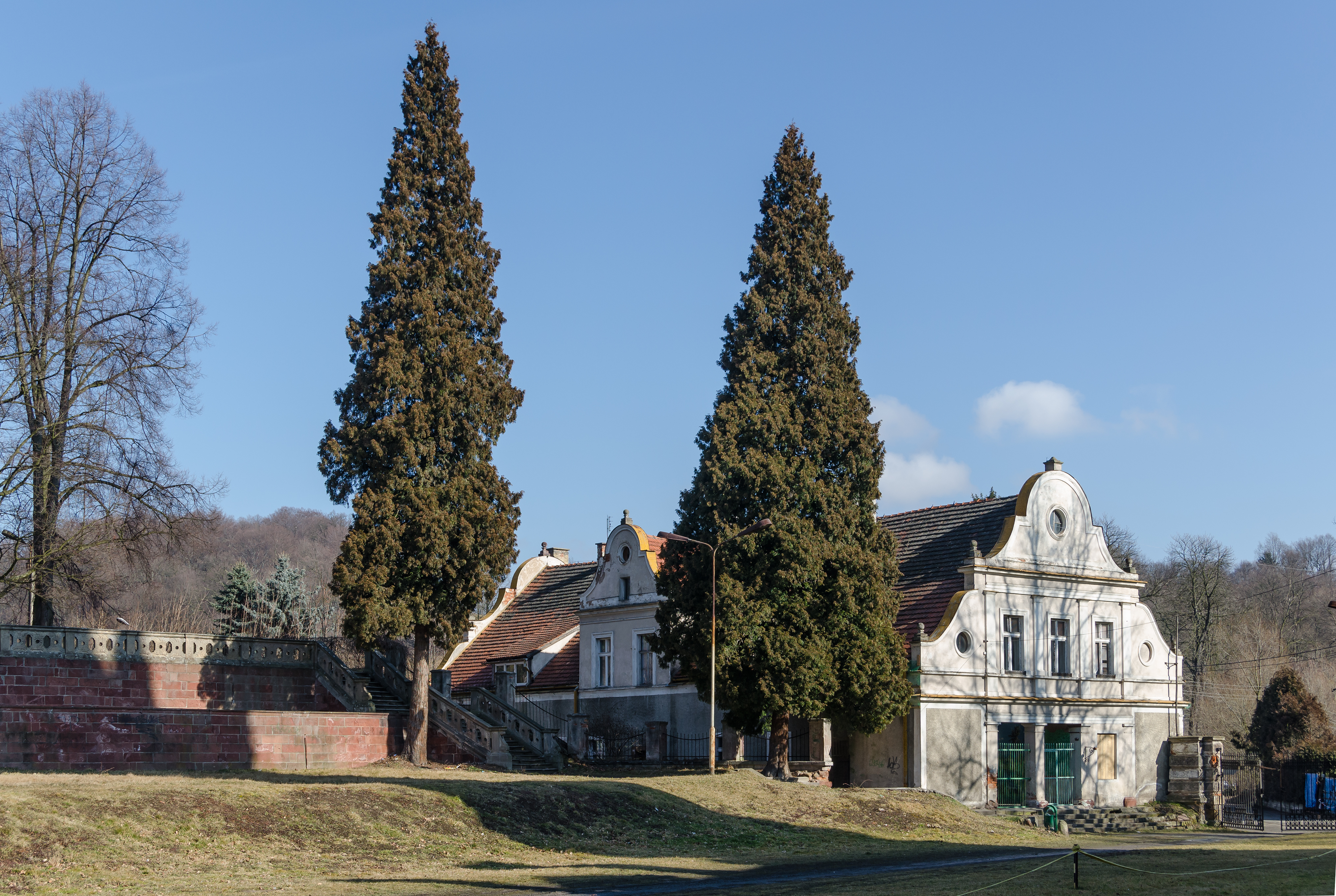
Park przy pałacu (2014)
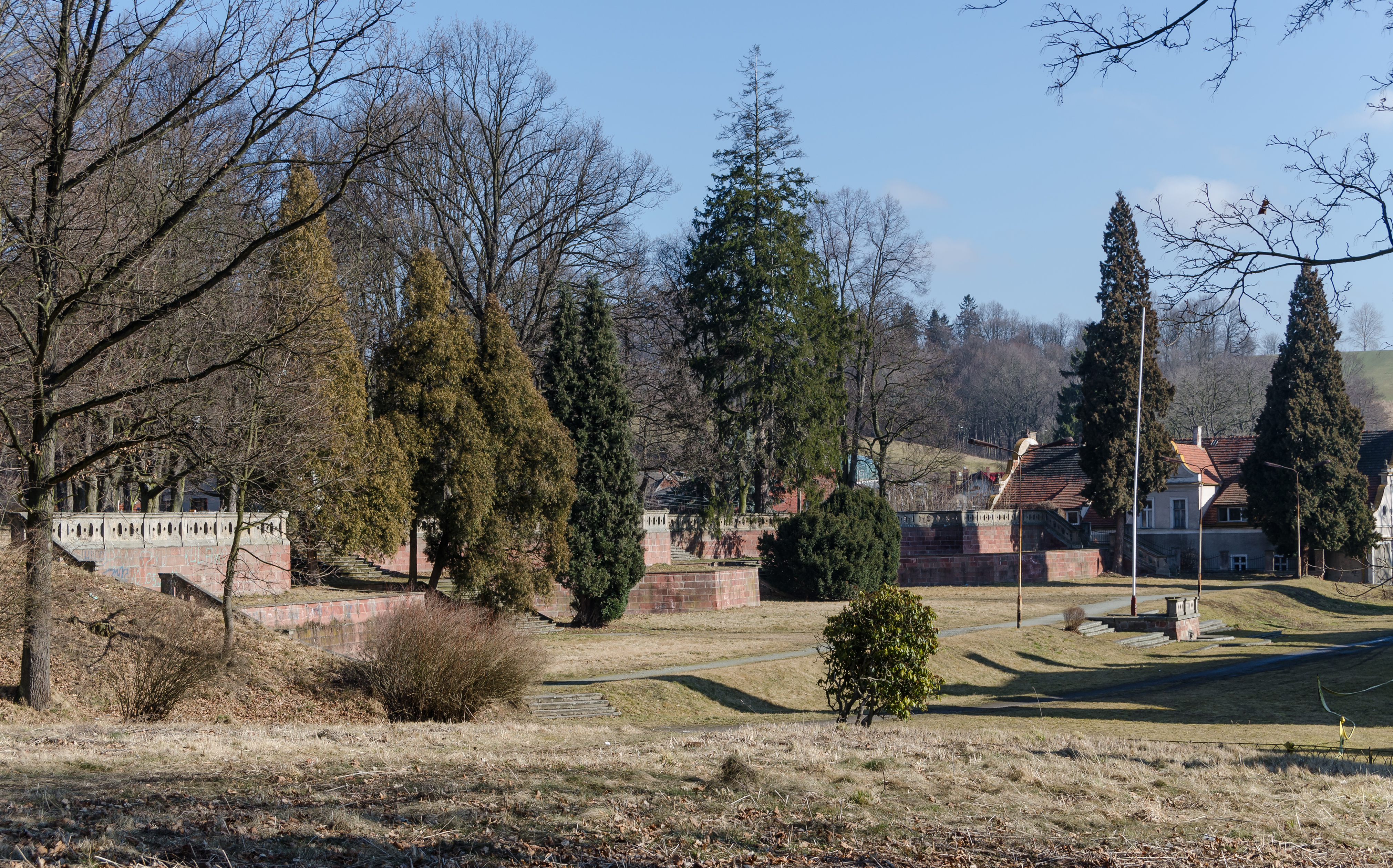
Park przy pałacu (2014)
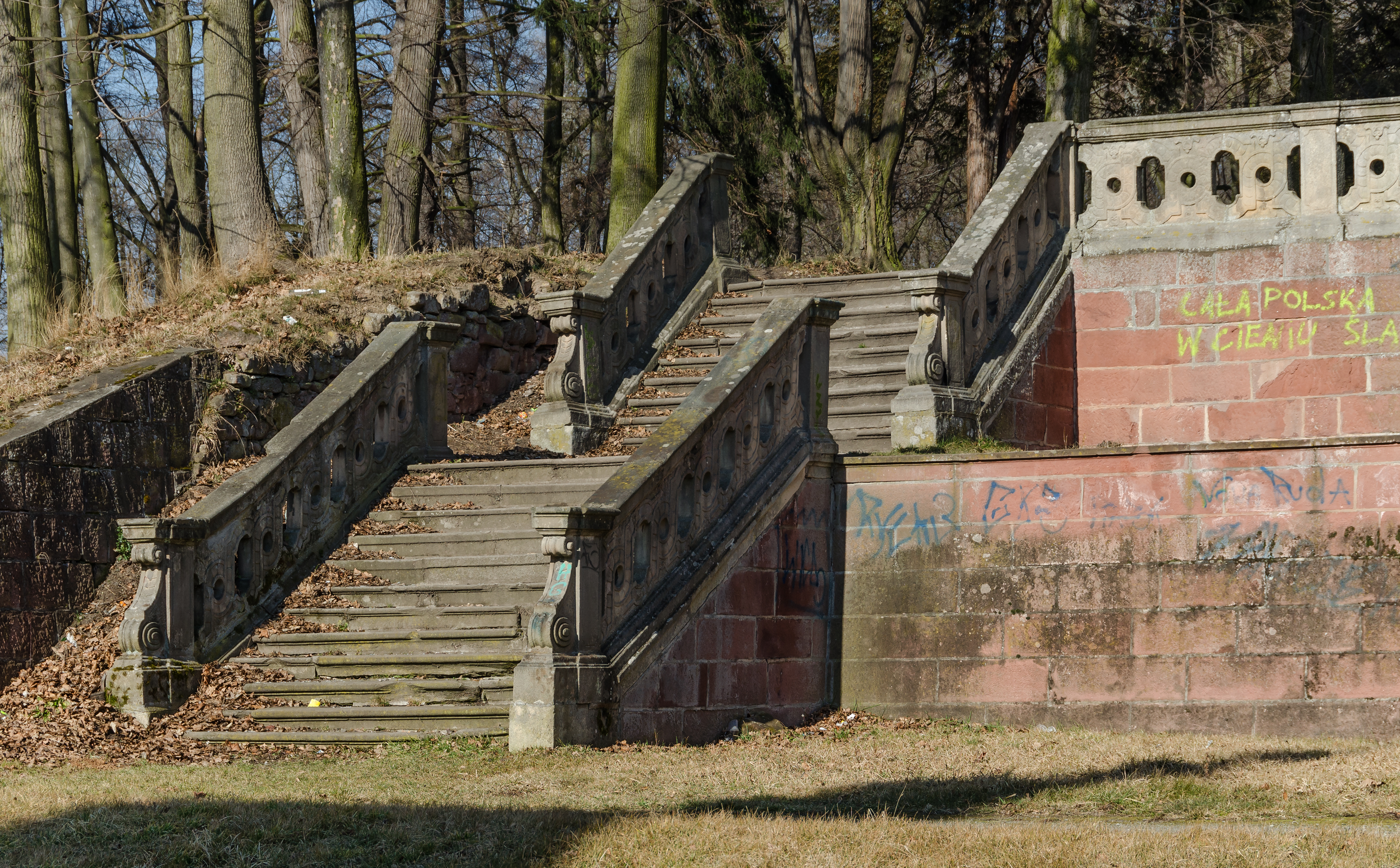
Park przy pałacu (2014)
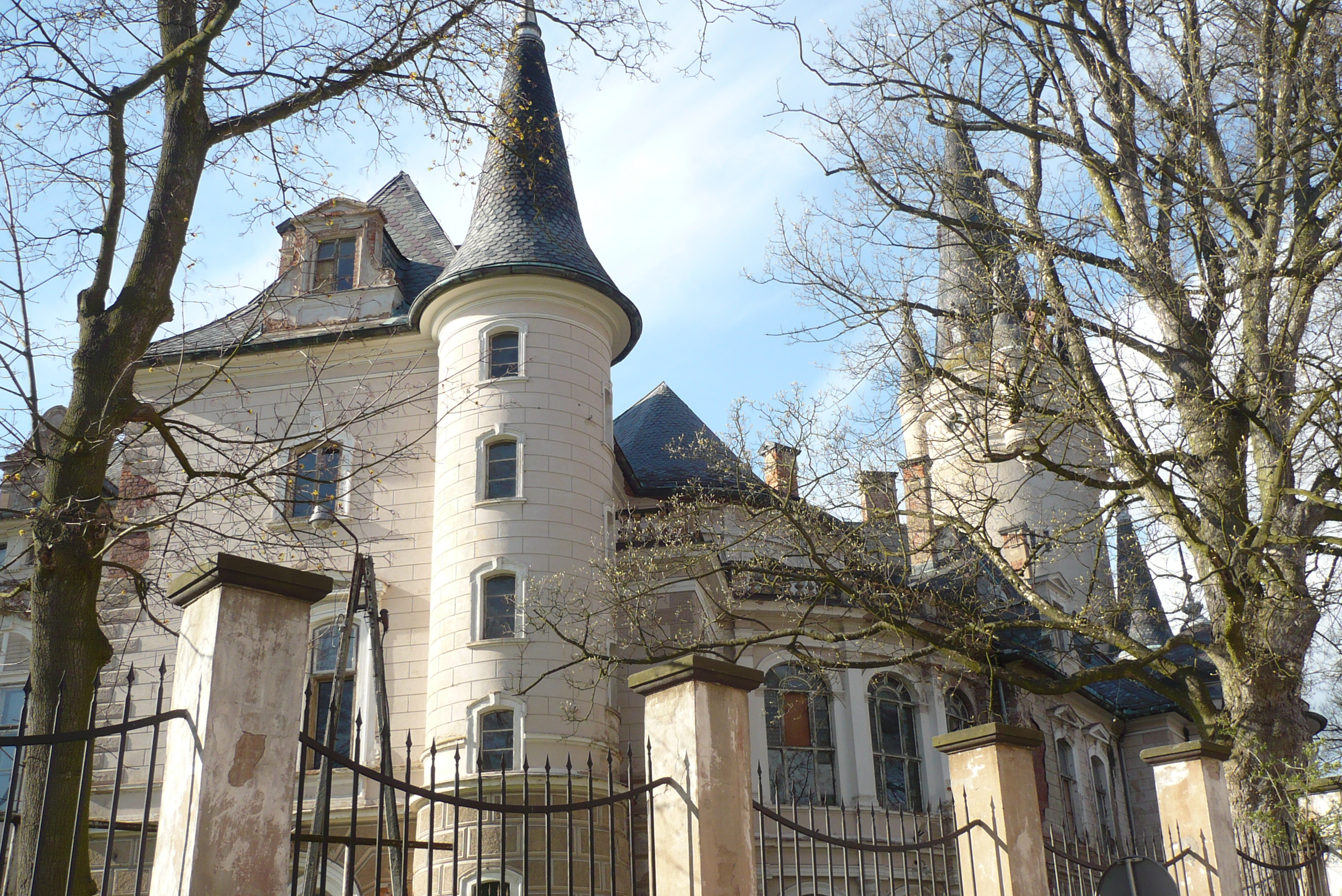
Mała wieża wschodnia (2017)
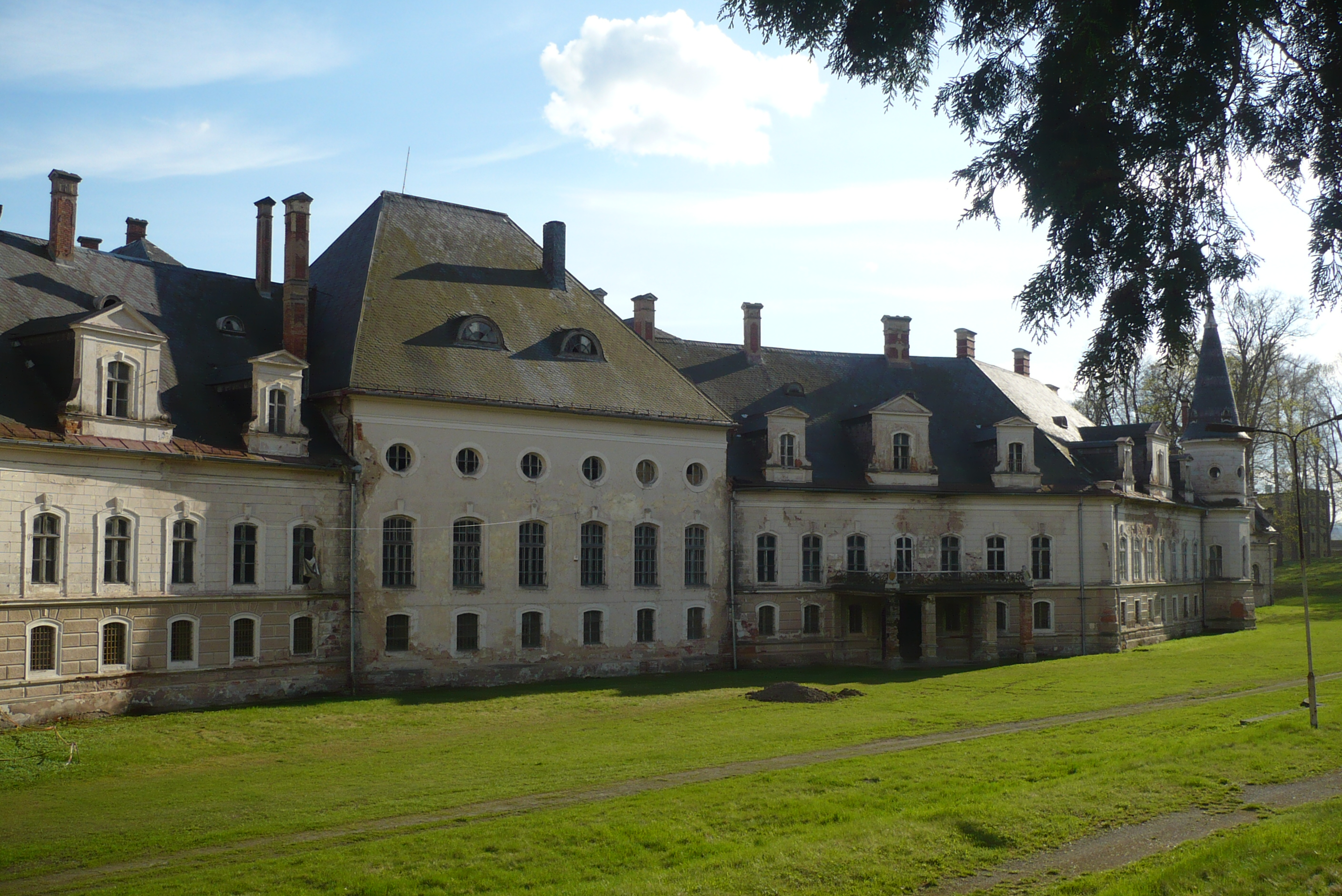
2017
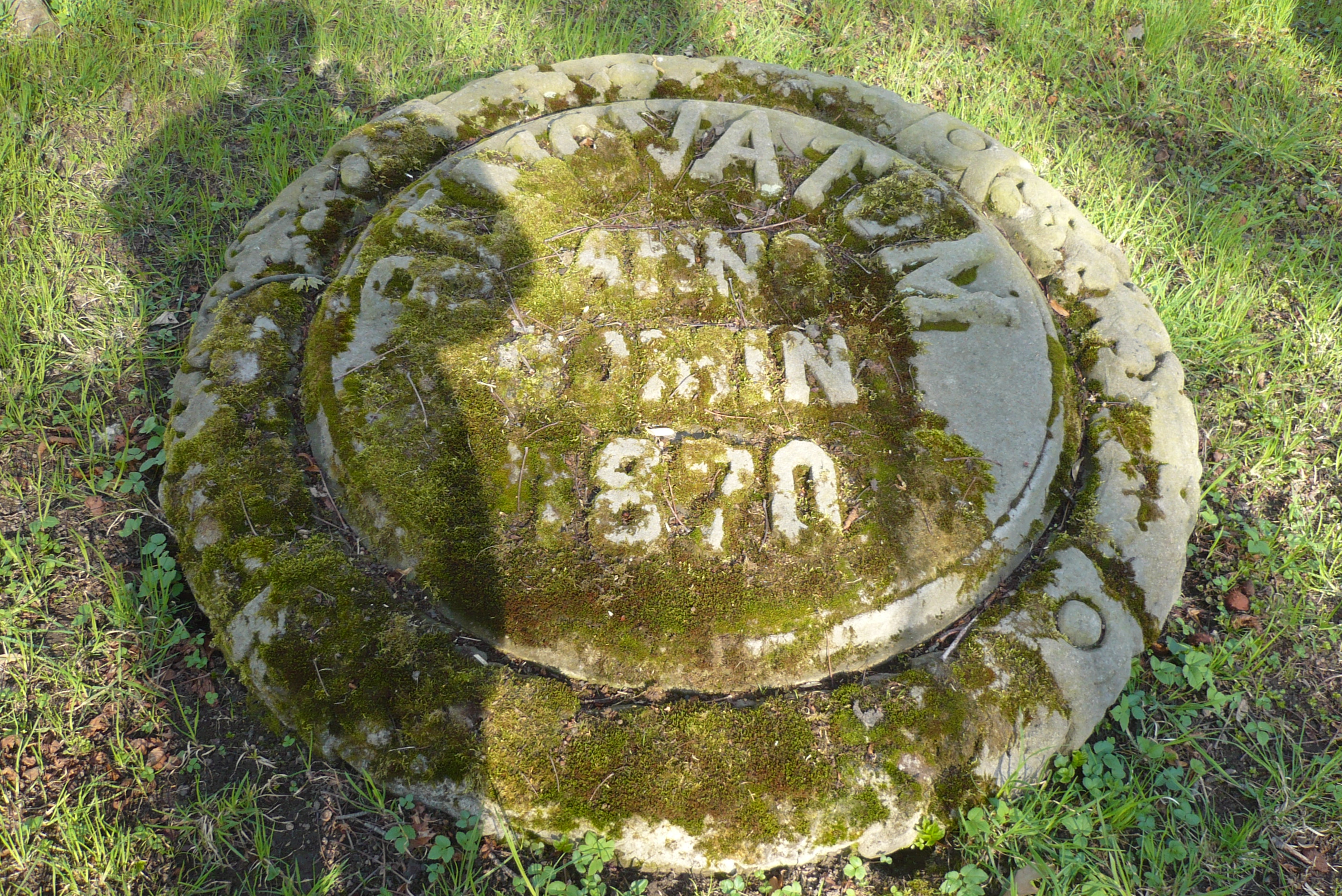
Kamienny medalion
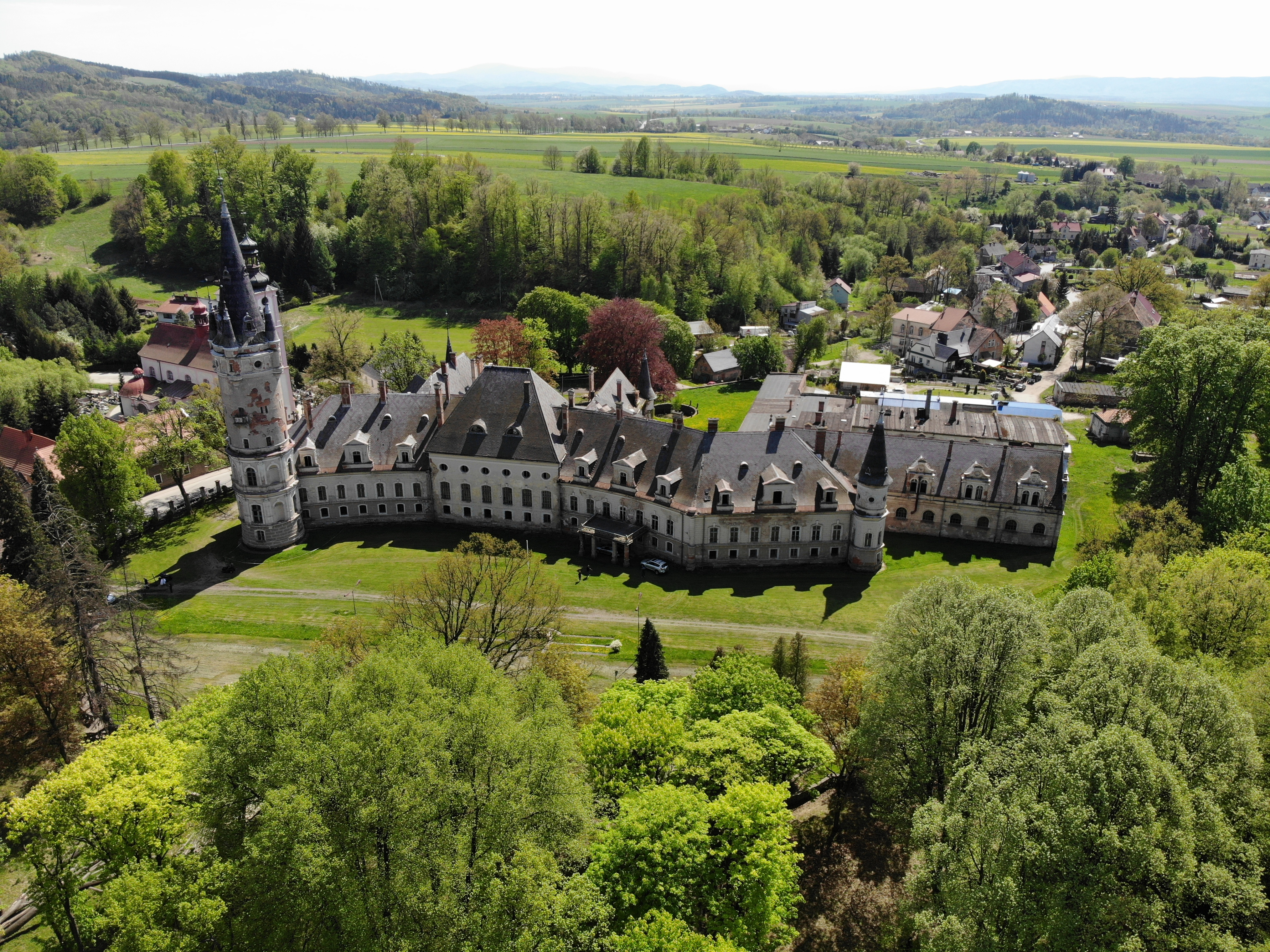
Widok z lotu ptaka (2018)
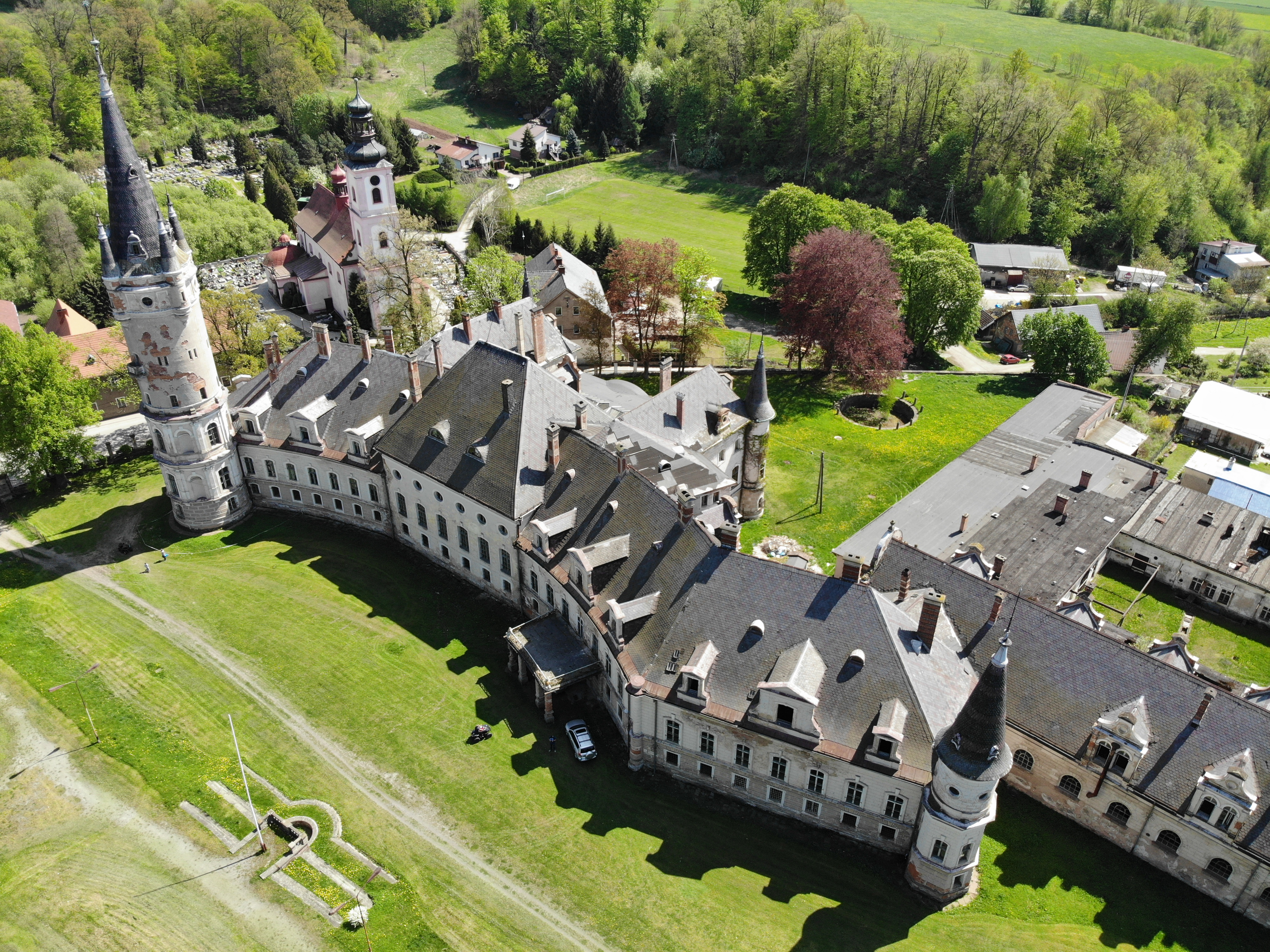
2018
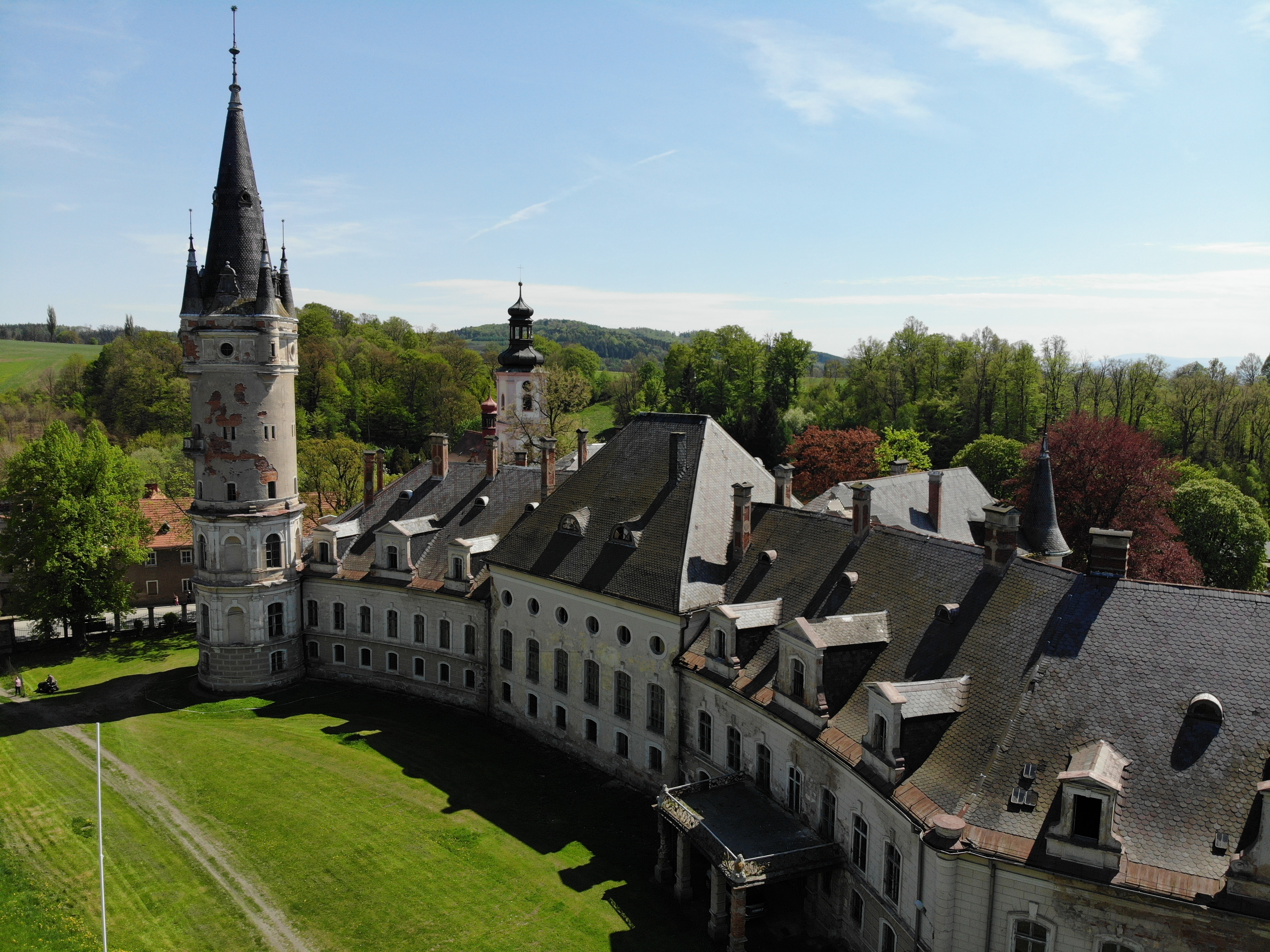
widok z zachodniej wieży (2018)
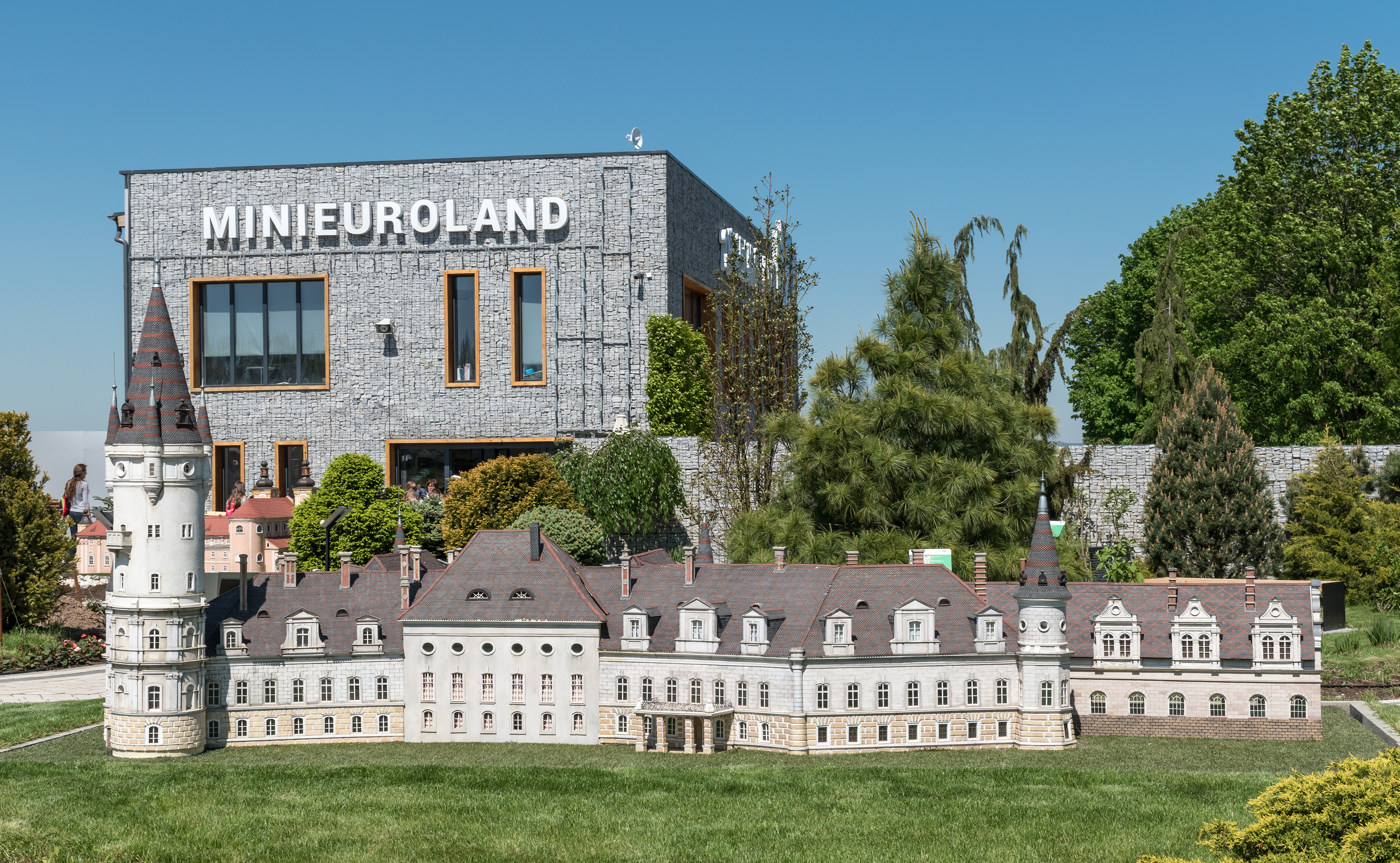
W Minieurolandzie
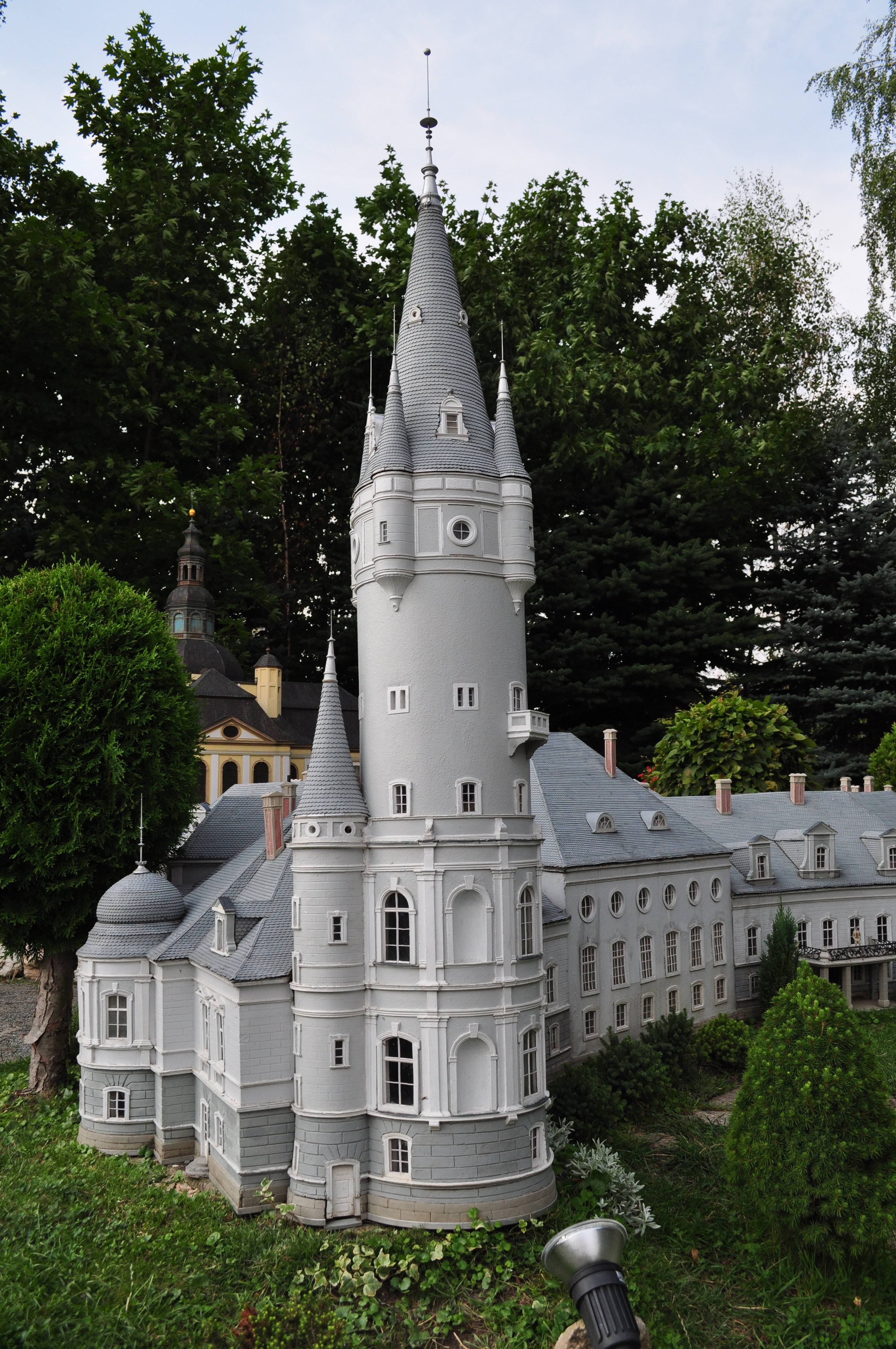
Pałac w Parku Miniatur
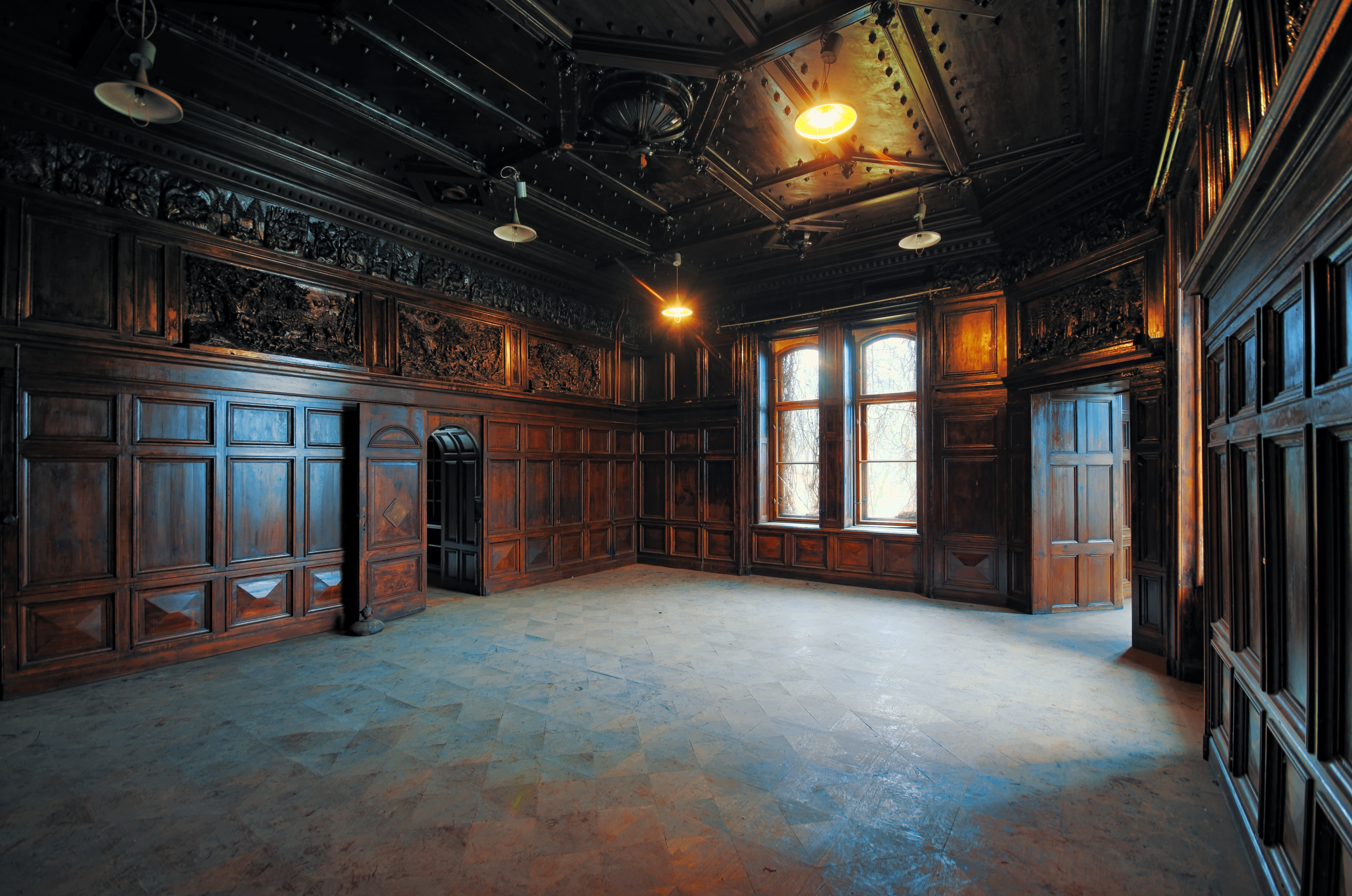
Gabinet w pałacu
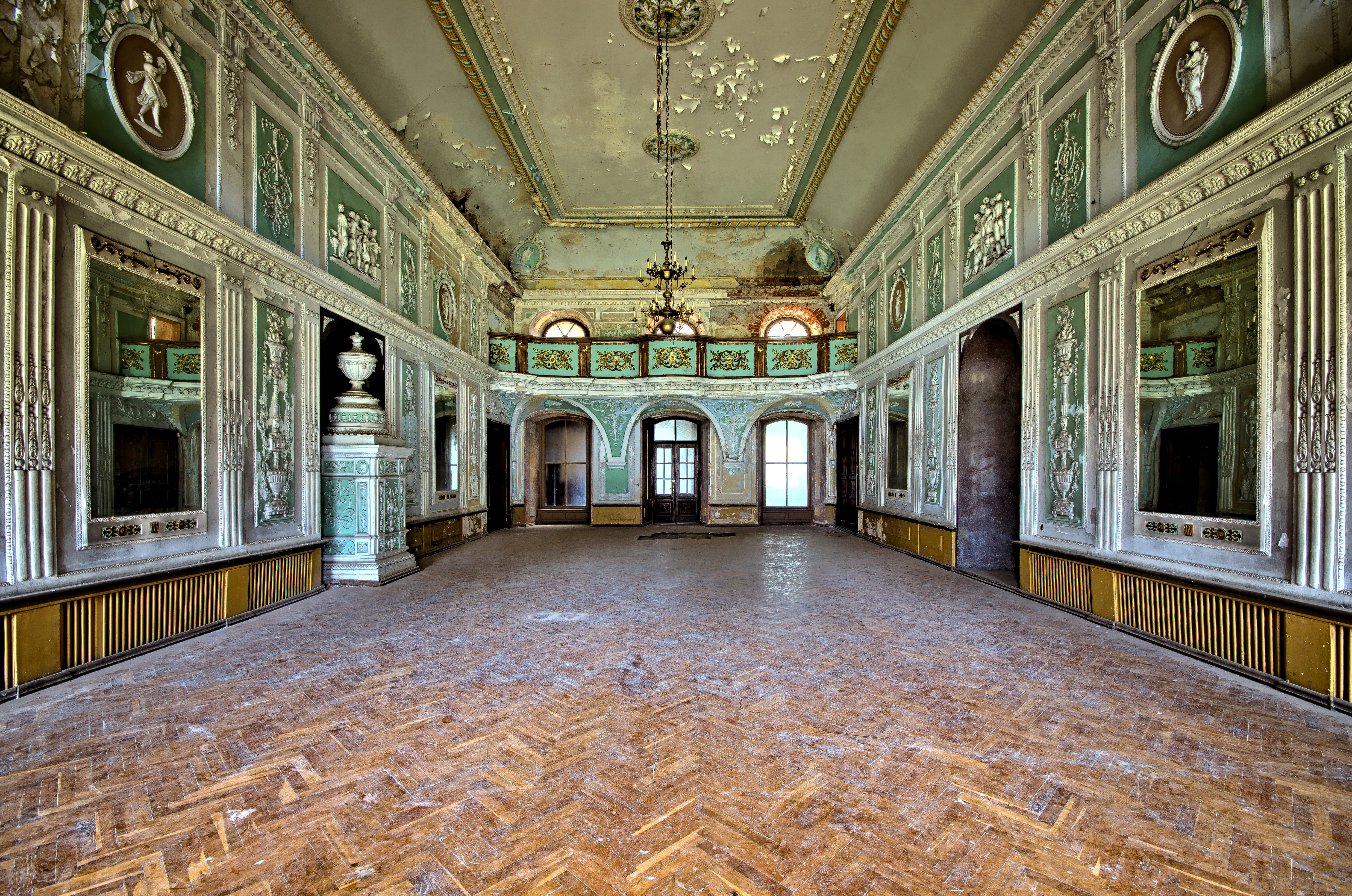
Sala balowa pałacu
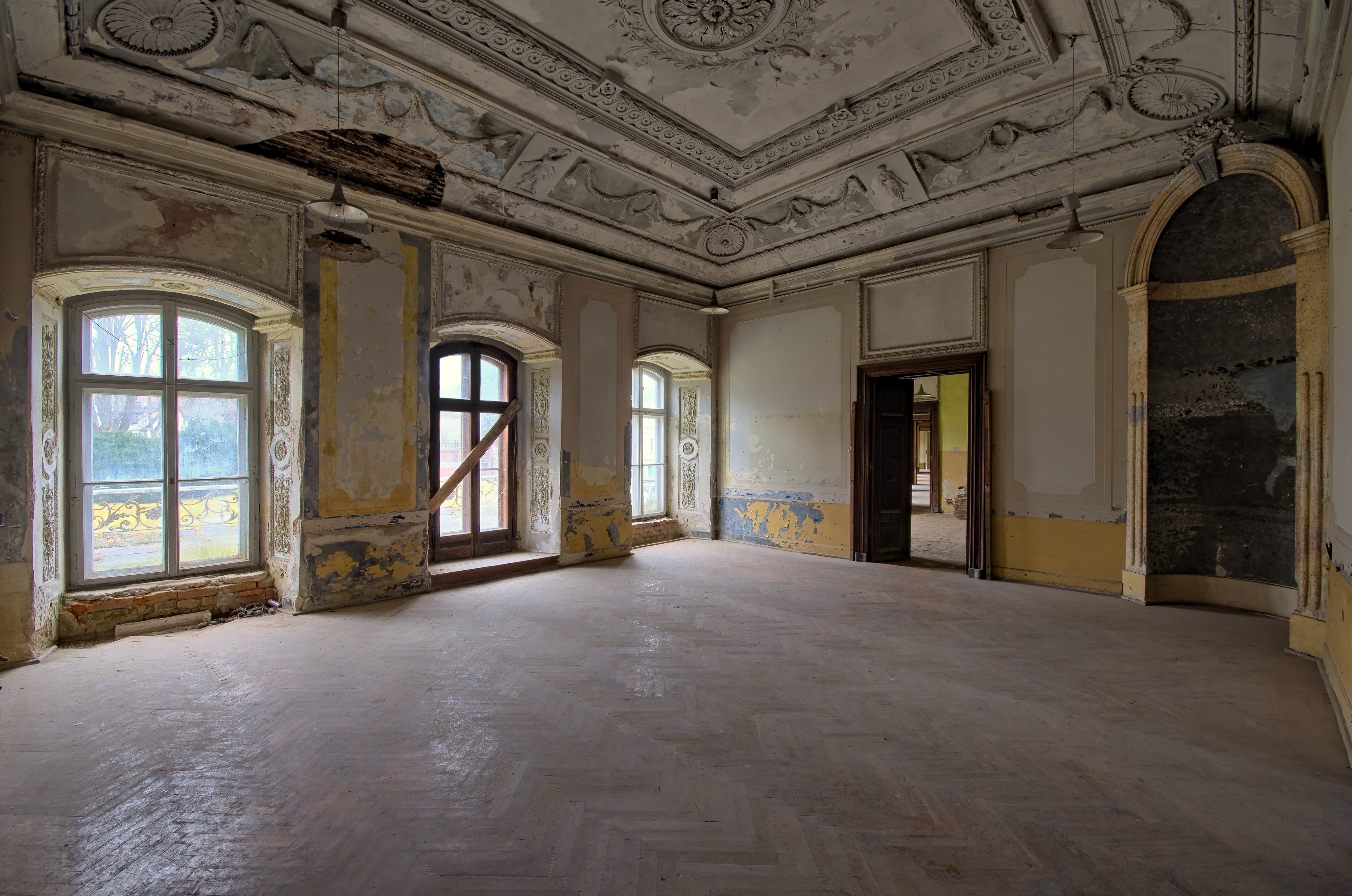
Sala kominkowa pałacu